# 高鍋篤郎

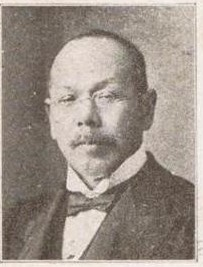
高鍋篤郎

高鍋 篤郎（たかなべ とくろう、1856年4月25日（安政3年3月21日）- 1920年（大正9年）11月16日）は、日本の政治家。衆議院議員（1期）。

## 経歴
淡路国津名郡、のちの兵庫県津名郡広石村（五色町を経て現洲本市）で生まれた。漁業に従事する。兵庫県会議員、同常置委員となる。
1912年の第11回衆議院議員総選挙において兵庫県郡部から立憲政友会公認で立候補して当選。衆議院議員を1期務めた。1915年の第12回衆議院議員総選挙には立候補しなかった。大浦事件で1916年に懲役2か月、執行猶予3年、追徴金300円の判決を受けた。これにより大礼記念章を褫奪された。1920年死去。